# 5597 Warren
5597 Warren eller 1991 PC13 är en asteroid i huvudbältet som upptäcktes den 5 augusti 1991 av den amerikanske astronomen Henry E. Holt vid Palomarobservatoriet. Den är uppkallad efter Jeffrey R. Warren.
Asteroiden har en diameter på ungefär 4 kilometer.